# Chiesa di Santa Teresa alle Quattro Fontane
La Chiesa di Santa Teresa alle Quattro Fontane, detta anche Santa Teresa all'Esquilino, era un edificio religioso ed ex monastero di Roma, che si trovava nella vecchia Strada Pia (l'odierna Via XX Settembre), nel rione di Castro Pretorio. Era dedicata a Santa Teresa di Gesù e apparteneva a un convento di monache carmelitane scalze noto come teresiane. Fu demolita nel 1885 per consentire la costruzione del Palazzo Esercito, sede dell'allora Ministero della guerra e degli attuali Stato maggiore dell'Esercito italiano e  Stato maggiore della difesa.

## Storia

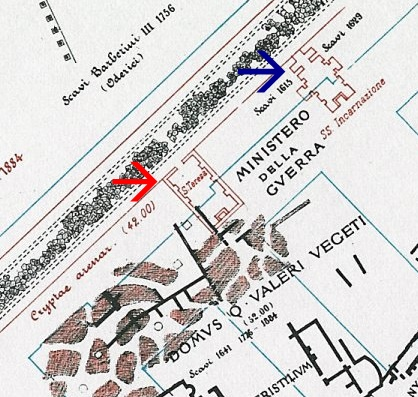
Posizione delle chiese di Santa Teresa e Santissima Incarnazione in relazione al nuovo Palazzo Esercito nella mappa di Rodolfo Lanciani.

Il monastero di Santa Teresa fu fondato il 23 aprile 1627 dalla monaca Caterina Cesi della Rovere (1590-1642), vedova del marchese Giulio della Rovere, in un edificio precedentemente utilizzato dai monaci camaldolesi. L'ordine fu confermato da papa Urbano VIII il 1º  maggio 1628. L'architetto Bartolomeo Breccioli, di Sant'Angelo in Vado, fu assunto per progettare la chiesa.
Il monastero fu confiscato dallo stato italiano il 7 ottobre 1871 e demolito per consentire la costruzione dell'edificio che avrebbe ospitato il Ministero della Guerra, Palazzo Esercito, che attualmente ospita il Ministero della Difesa. Quasi tutti gli oggetti di valore furono immediatamente venduti e uno degli altari barocchi fu conservato nella Chiesa dei Santi Giorgio e Martiri inglesi in Via Sebastianello. Nel 1870, le vicine chiese della Santissima Incarnazione del Verbo Divino, che appartenevano ai carmelitani non riformati, e San Caio subirono la stessa sorte. Nell'attuale palazzo sono state conservate alcune lapidi della vecchia chiesa, tra cui quelle di Isabella Salviati Cesis e Cesare Sacchis.

## Descrizione
La chiesa era esattamente a metà strada tra l'angolo della moderna Via XX Settembre con Via delle Quattro Fontane e la Salita di San Nicola da Tolentino. Il punto dove si estendeva la chiesa è oggi predominato dal pesante edificio del Ministero della Difesa. Tuttavia, dall'altra parte della strada vi è oggi un monumentale portale neobarocco con un arco in stile rustico circondato da una coppia di colonne. I piccoli paletti con catene segnano la linea da dove era la facciata.

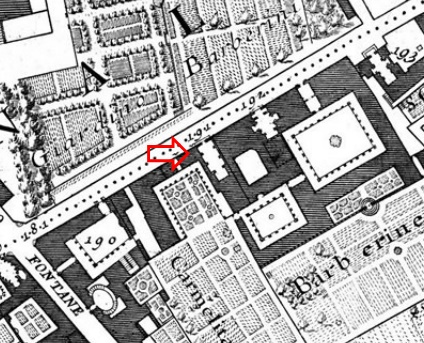
La posizione della chiesa e del convento nella pianta di Nolli.

Il convento era molto grande ed era disposto attorno a tre lati ad arco di un chiostro, con un'ala ovest, a nord lungo il percorso dove si trova il portale principale e ad est dove si trovava la chiesa. Il lato sud si apriva sul grande giardino delle suore. La parete sinistra della chiesa fungeva anche da muro divisorio tra questo convento e il convento dell'Incarnazione adiacente. Vi era un passaggio tra i due conventi nell'angolo nord-est del giardino delle sorelle teresiane. Anche la chiesa era molto grande e di forma rettangolare. La volta del soffitto era sostenuta da due paia di pilastri e vi era ancora un'abside quadrata separata dalla navata da un arco trionfale. Sull'altare maggiore c'era il dipinto "Santa Teresa con la Vergine Maria e San Giuseppe", opera di un artista sconosciuto del XVII secolo (conservata al monastero carmelitano di Antignano, Livorno). Sull'altare a destra, il dipinto del Martirio di Sant'Orsola e Compagno, di Gaspare Severani e Immacolata Concezione di Giuseppe Peroni (sempre ad Antignano) a sinistra. La chiesa ospitava anche dipinti, ora perduti, di Santa Teresa e Giovanni della Croce, attribuiti a Peroni o Severani.